# 蠟筆

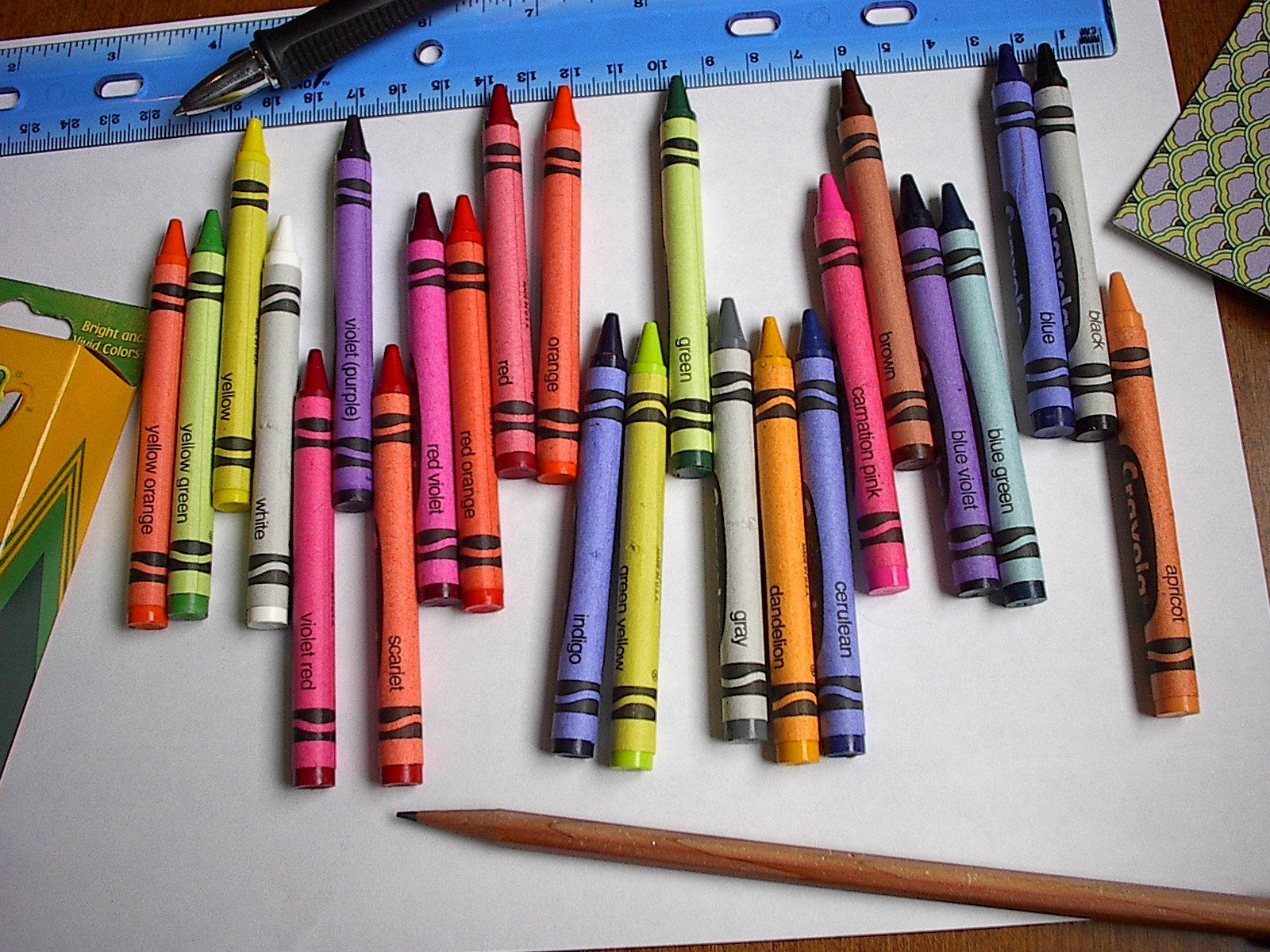
粉質蠟筆。

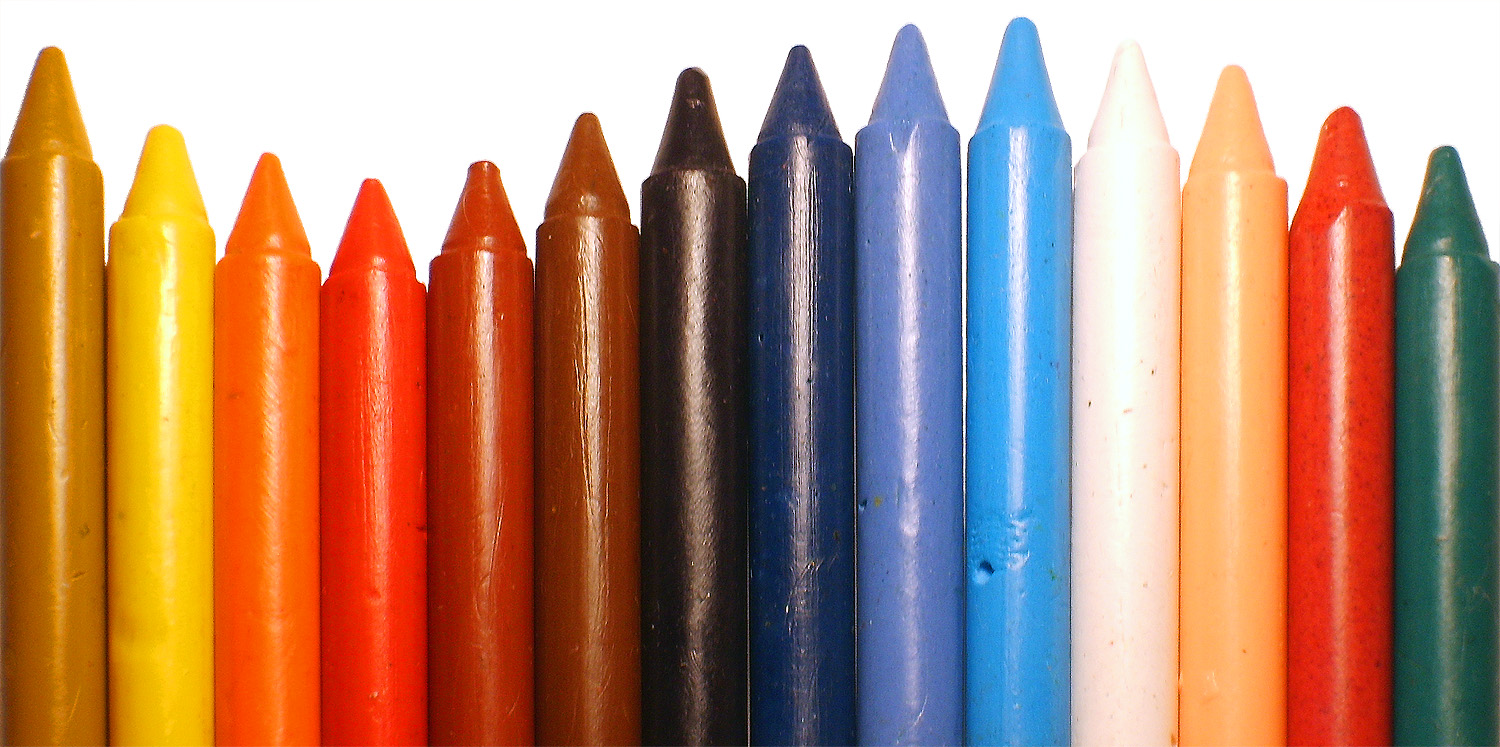
蠟質蠟筆。

蠟筆字面上的意思是以蠟製成的筆，而實際上的蠟筆原料除了蠟之外，有些是以白堊或木炭製成。若是以油性白堊為原料，稱為油粉彩（油性粉臘筆）；若純粹以乾燥方式將顏料結合，則是一般的粉彩（粉臘筆）。

## 外部連結
- PBS Kids movie about how crayons are made （页面存档备份，存于）
- Timeline of Crayola crayon colors （页面存档备份，存于）
- Inventors of crayons[]